# 8 Batalion Ochrony Pogranicza
Samodzielny Batalion Ochrony Pogranicza nr 8 – samodzielny pododdział Wojsk Ochrony Pogranicza.

## Formowanie i zmiany organizacyjne
Na podstawie rozkazu MON nr 055/org. z 20 marca 1948, na bazie Gdańskiego Oddziału WOP nr 12, sformowano 4 Brygadę Ochrony Pogranicza, a 20 komendę odcinka WOP przemianowano na batalion Ochrony Pogranicza nr 8.
Rozkazem Ministra Obrony Narodowej nr 205/Org. z 4 grudnia 1948, z dniem 1 stycznia 1949, Wojska Ochrony Pogranicza podporządkowano Ministerstwu Bezpieczeństwa Publicznego. Zaopatrzenie batalionu przejęła Komenda Wojewódzka Milicji Obywatelskej.
Z dniem 1 stycznia 1951, na podstawie rozkazu MBP nr 043/org z 3 czerwca 1950, na bazie 4 Brygady Ochrony Pogranicza, sformowano 16 Brygadę Wojsk Ochrony Pogranicza, a 8 batalion Ochrony Pogranicza przemianowano na 162 batalion WOP.

## Służba graniczna
Główny wysiłek w ochronie granicy morskiej ukierunkowano na obserwację. Zorganizowano sieć otwartych i zamaskowanych punktów obserwacyjnych. Nawiązano współpracę z punktami obserwacyjnymi Marynarki Wojennej, a w strażnicach nadmorskich wprowadzono patrol pogotowia. W nocy stosowano podsłuchy, patrole i zasadzki. W portach i przystaniach rybackich zorganizowano stałe posterunki do kontroli ruchu rybackiego. W głąb strefy nadgranicznej wysyłano 2 - 3 razy w tygodniu patrole żołnierzy WOP.

## Struktura organizacyjna
Dyslokacja batalionu przedstawiała się następująco :
- dowództwo batalionu – Gdańsk Wrzeszcz
- 96 strażnica OP – Hel
- 102 strażnica OP – Mechelinki
- 97 strażnica OP – Gdynia Port
- 98 strażnica OP – Sopot
- 99 strażnica OP – Gdańsk Nowy Port
- 100 strażnica OP – Sobieszewo
- 33 strażnica OP – Górki Zachodnie